# ミヤマカラマツ
ミヤマカラマツ（深山唐松、学名：Thalictrum tuberiferum）は、キンポウゲ科カラマツソウ属の多年草。

## 特徴
根はひげ状になるか、紡錘状に肥厚し、しばしば這う匐枝を出す。茎は直立し、細い円柱形で、高さ10-80cm、上部で2-3回分枝するかまたは分枝しない。ふつう茎は無毛、まれに開出毛、開出する短腺毛が生える。根出葉はふつう1個、ときに2個あり、長さ7-25cmの葉柄があり、葉身は2-3回3出複葉で、小葉は狭卵形から広卵形または広倒卵状菱形、長さ幅ともに1-8cm、縁に粗い鋸歯があり、裏面は灰白色になる。小葉柄の基部に小托葉はない。茎葉は2-3個が互生し、1-2回3出複葉か、上部にものはしばしば単葉になる。葉柄は短いか無柄で、托葉はない。
花期は5-8月。花期にも根出葉はふつう生存する。花序は茎先または葉腋から散房状につき、花は径8mmで、白色または淡紅色を帯び、花柄は長さ0.5-1.5cm。萼片は長さ3mm、楕円形で、白色ときに裏面が紫色を帯び、花期には落ちる。花弁はない。雄蕊は白色で多数あり長さ6mm、葯は長さ1mm、花糸は棍棒状で上部は太く下部は糸状、葯隔は突出しない。雌蕊は数個あり、子房は広い紡錘形になる。果実は長さ4-5mmの三日月形の痩果になり、2-7個つき、扁平で両側に3脈があり、基部に長さ3-4mmの細い果柄があって開出するか先端がやや下を向く。花柱は残存し、長さ0.5mm、柱頭は楕円形になる。染色体数2n=14。

## 分布と生育環境
日本では、南千島、北海道、本州、四国、九州に分布し、温帯林の湿り気のある林縁、林床、渓谷の湿った岩上、ときに高山草原に生育する。世界では、朝鮮半島、中国大陸東北部、ロシア沿海地方に分布する。

## 名前の由来
和名ミヤマカラマツは、「深山唐松」の意で、深山に生えるカラマツソウの仲間の意味。古くからある名前であり、1856年（安政3年）に出版された飯沼慾斎の『草木図説』前編20巻中第10巻に「ミヤマガラマツ」があり、「深山渓谷ニ生ス．（中略）初夏ニ至テ開花ス．ソノ未開ヤ．卵圓四庁苞アリ．ソノ苞尤大ニ乄（して）閉合ス．故ニタマガラマツノ一名アリ」と記載している。
種小名（種形容語）tuberiferum は、「塊茎のある」の意味。

## 種の保全状況評価
国（環境省）のレッドデータブック、レッドリストでの選定はない。都道府県のレッドデータ、レッドリストの選定状況は次の通り。茨城県-準絶滅危惧、三重県-絶滅危惧II類(VU)、滋賀県-絶滅危惧増大種、兵庫県-Bランク、奈良県-希少種、鳥取県-絶滅危惧II類(VU)、広島県-絶滅危惧II類(VU)、徳島県-絶滅危惧IB類(EN)、福岡県-絶滅危惧IA類(CR)、熊本県-絶滅危惧IA類(CR)、大分県-絶滅危惧II類(II)、宮崎県-絶滅危惧IB類(EN-r,g)。

## ギャラリー

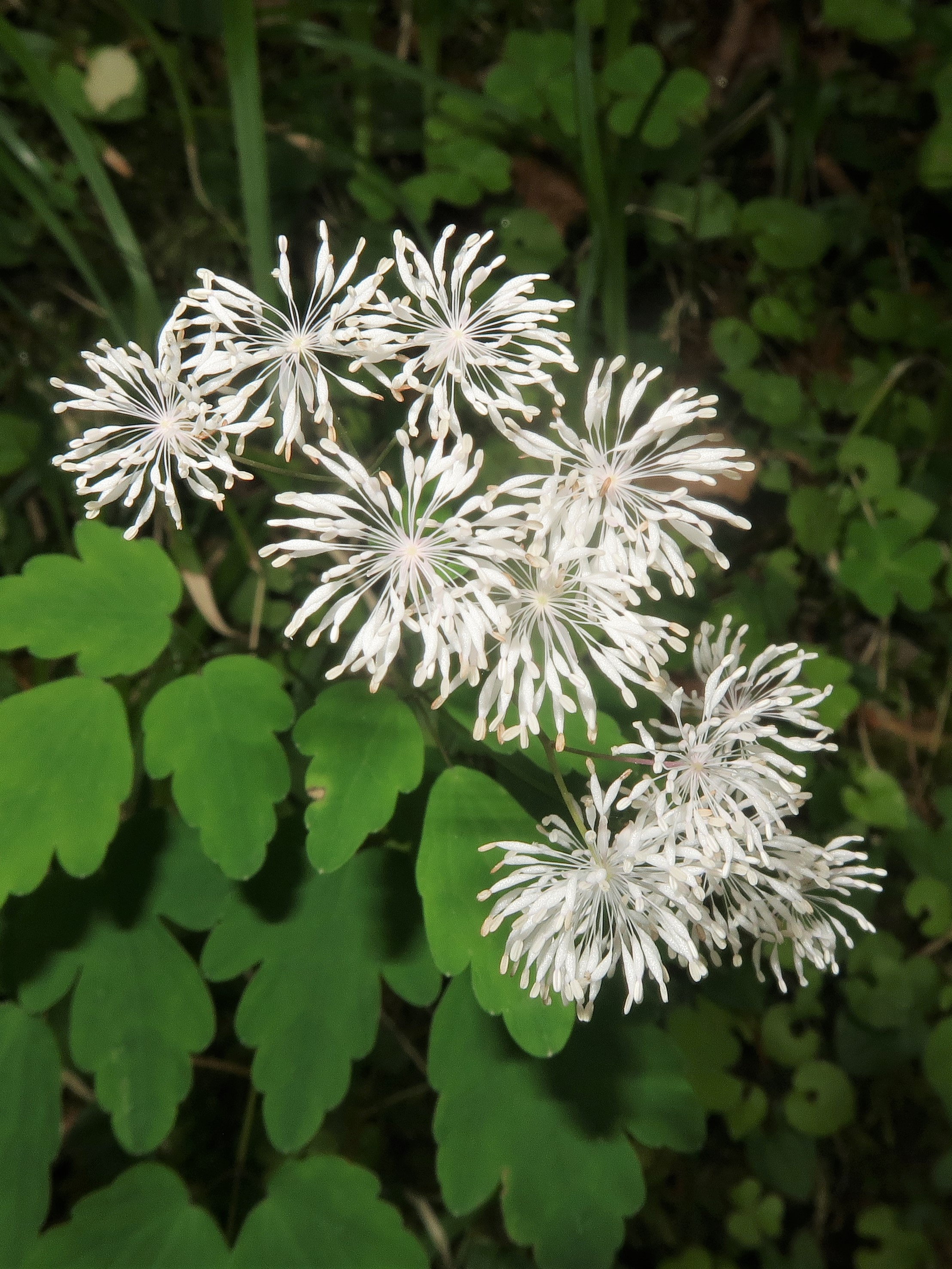
花序は散房状につき、花は白色または淡紅色を帯び、花弁はない。雄蕊は白色で多数あり、花糸は棍棒状で上部は太く下部は糸状になる。雌蕊は見分けにくいが、中央部にあり、短く先端に葯がつかない。
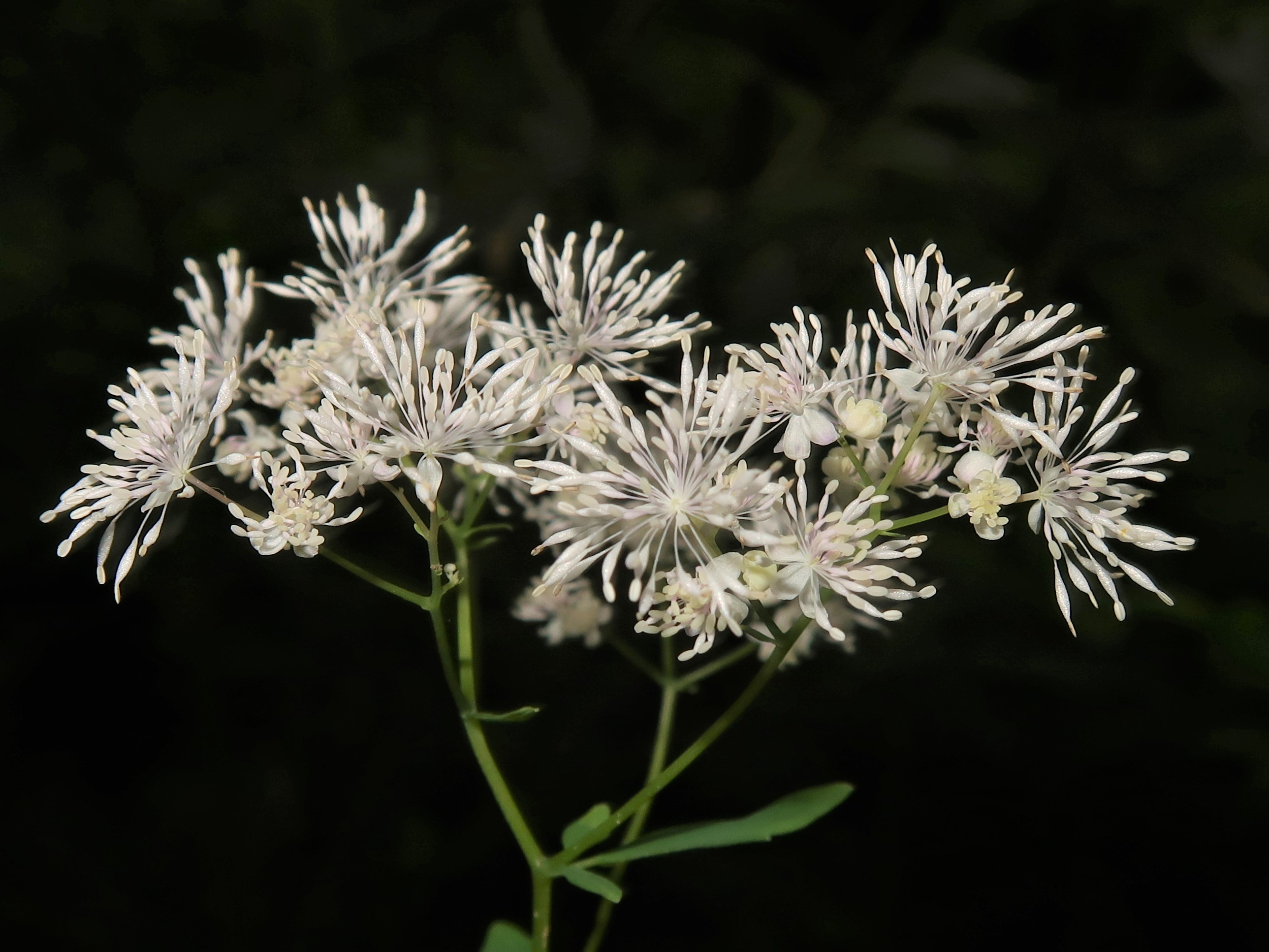
まだ落ちないで残る萼片がある。萼片は楕円形で、白色ときに裏面が紫色を帯び、花期に落ちる。
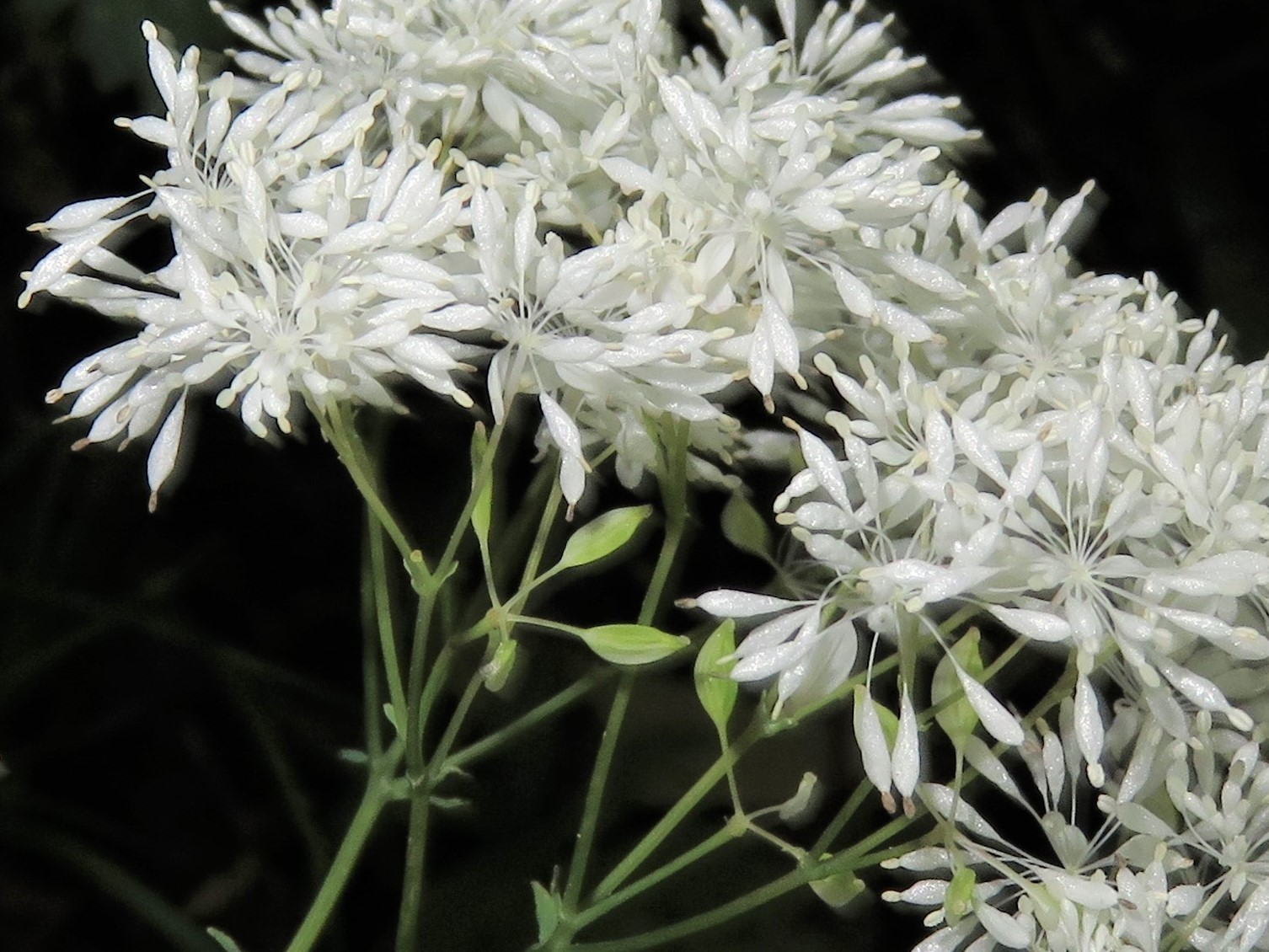
若い果実（花序の下部）。三日月形の痩果になり、扁平で両側に3脈があり、基部に細い果柄がある。
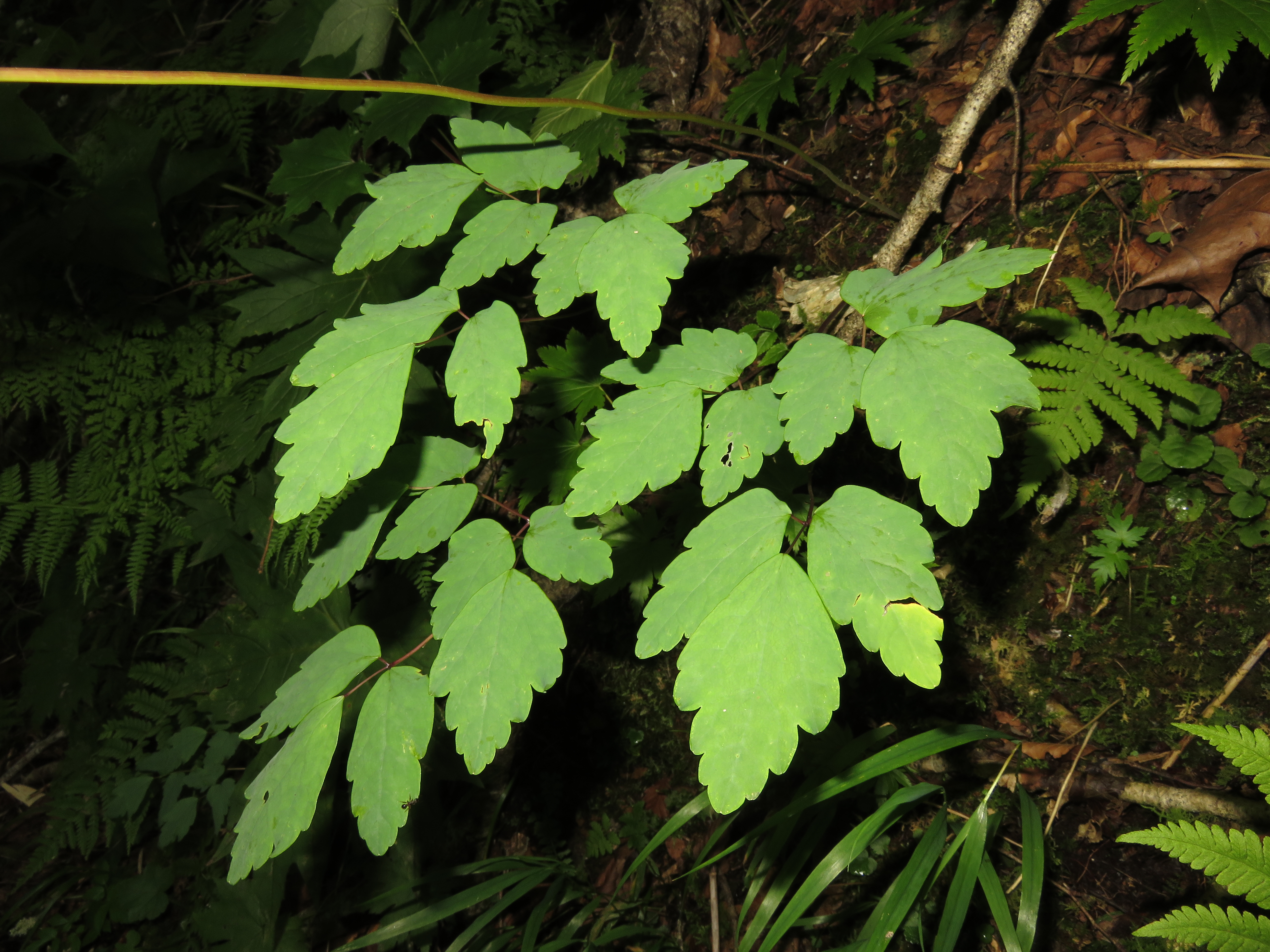
花期にも残る根出葉。3回3出複葉で、小葉は27個ある。
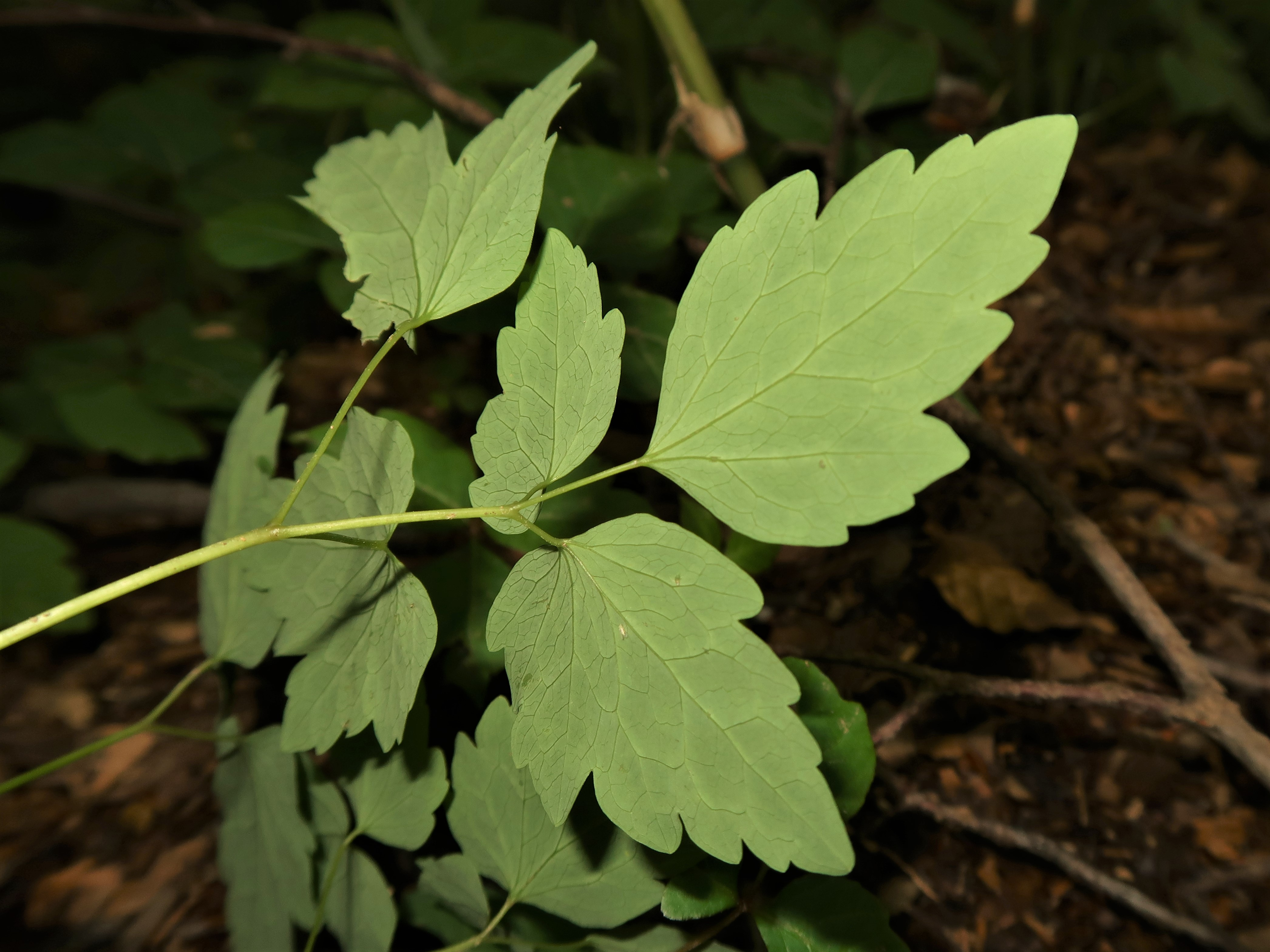
小葉の裏面。灰白色になる。

## 下位分類
- フジイロミヤマカラマツ（学名：Thalictrum tuberiferum Maxim. f. lavanduliflorum Kadota (2006)[17]）- 萼片が藤色になるもの[11]。福井県武生市がタイプ標本の採集地[17]。品種名 lavanduliflorum は、「ラベンダー色の花の」の意味。
- ヤクシマカラマツ（屋久島唐松[8]）Thalictrum tuberiferum Maxim. var. yakusimense (Koidz.) Emura (1972)[18]） - 茎の高さは5-20cmになる。小葉は円形。托葉と小托葉はない。花期は7-9月。萼片は早落性。雄蕊の花糸は紫色で先端に丸い葯をつけ、花糸の上半分が太い。痩果は長さ3-4mmになり、果柄は長さ1-2mmになる。屋久島の特産[8][11]。初め、独立種 Thalictrum yakusimense Koidz. とされた[8]。絶滅危惧II類(VU)（環境省）、絶滅危惧I類（鹿児島県）[19]。

## 分類
同属のなかに、似た種で分布域が広いものにカラマツソウ T. aquilegiifolium var. intermedium がある。同種は、茎葉の基部にある托葉が目立ち、花糸は細長く葯と同じ幅になり、葯は黄白色。痩果は7-15個あって楕円状になり垂れ下がる。日当たりの良い草地に生育する。一方、本種は、茎葉の基部に托葉はなく、花糸は棍棒状で上部は太く下部は糸状になり、葯は白色。痩果は2-7個あって三日月形になり開出するか先端がやや下を向く。湿り気のある林縁、林床などに生育する。